# Menion Leah
Menion Leah, della stirpe dei Leah, è un personaggio del ciclo di Shannara scritto da Terry Brooks nel 1978. È un uomo forte e coraggioso, unico figlio del re di Leah ed erede al trono di Leah; accompagna Shea e Flick Ohmsford nel loro viaggio alla ricerca della spada di Shannara nel primo libro (La spada di Shannara) della trilogia.

## Storia
Dopo che Allanon chiede a Shea e Flick Ohmsford di intraprendere un viaggio verso l'Anar, i due giovani chiedono aiuto a Menion Leah, grande amico di Shea, in quanto è un esperto conoscitore delle terre attorno a Leah e conosce la strada per arrivare a Culhaven. Spensierato e ribelle, li conduce attraverso le Pianure di Clete e le Querce Nere. Giunti alla Palude della Nebbia, si perdono di vista e si ritrovano dopo vari giorni a Culhaven. Grazie a questa avventura "mette la testa a posto", e si innamora di una bella ragazza, Shirl Ravenlock, discendente dei vecchi re di Kern e di Callahorn prima dei Buckhannah.
Fu Menion Leah a impugnare per primo la spada di Leah che sarebbe poi diventata leggendaria e anche vero e proprio talismano di Shannara ne La Canzone di Shannara. Menion fu considerato il più grande arciere e battitore delle Terre del Sud durante La Spada di Shannara. La sua bravura insolita per l'età fu anche testimoniata dall'esperto nano Hendel.